# ジャン＝ピエール・ポネル

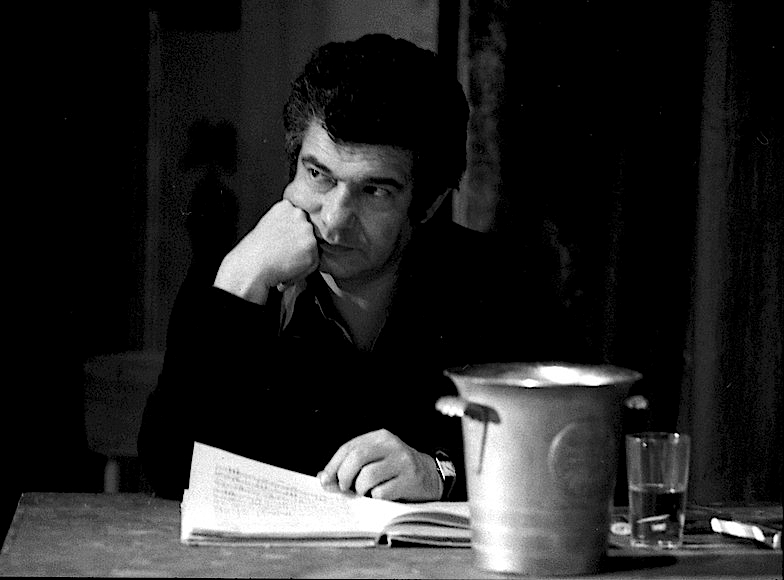
ジャン＝ピエール・ポネル

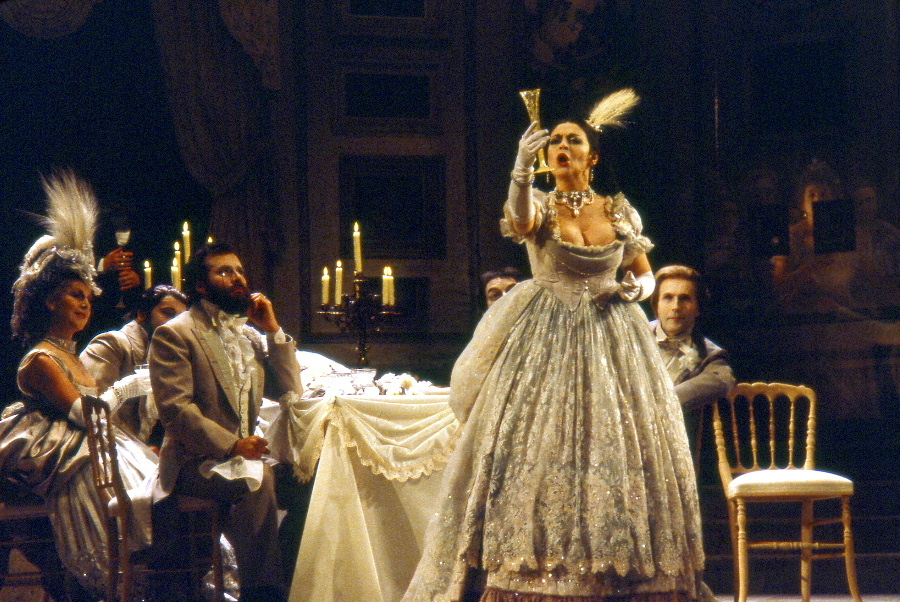
Catherine Malfitano, Traviata, 1980.

ジャン＝ピエール・ポネル (1932年2月19日-1988年8月11日)は、フランスの著名なオペラ演出家である。

## 経歴
ポネルはパリに生まれ、そこで哲学、芸術、歴史を学んだ。1952年、ドイツで舞台美術家としてハンス・ヴェルナー・ヘンツェの『孤独大通り』を手掛けたのが彼のキャリアのはじまりだった。ポネルは、演出家であり演劇、バレエ、オペラのセットや衣装のデザインも行なっていたジョルジュ・ヴァケヴィッチから多大な影響を受けた。
ポネルの初演出作品は、1962年のデュッセルドルフにおけるリヒャルト・ワーグナー作『トリスタンとイゾルデ』である。1981年のバイロイト音楽祭における同作品の演出は、史上最も美しい作品の一つであるとして広く賞賛を受けた。
ポネルが世界中で手掛けた仕事の中に、メトロポリタン歌劇場とサンフランシスコ歌劇場のために製作した作品がある。ミレッラ・フレーニと若きプラシド・ドミンゴの優れたパフォーマンスが印象的な1974年の『蝶々夫人』のテレビ用映像、それに有名なカール・ベーム指揮による『フィガロの結婚』といったオペラ映画である。1969年ケルンにおける、モーツァルト作曲による当時は顧みられていなかった演目である『皇帝ティートの慈悲』の演出は、この作品が上演レパートリーとして再評価を受けるのに貢献した。ポネルはまた、ザルツブルク音楽祭にも度々招かれている。
しばしば、ポネルのプロダクションは論争の的となった。コヴェント・ガーデンにおける、『ドン・パスクワーレ』の演出は大成功だったが、その後の1986年の『アイーダ』では、通常用いられるバレエダンサーではなく少年たちを登場させたことにより、激しいブーイングを受け、このプロダクションは二度と再演されなかった。ポネルによる有名作品の解釈に対する同様の反応は他にも見られた。
ポネルは、ズービン・メータ率いるイスラエル・フィルハーモニー管弦楽団との『カルメン』のリハーサル中オーケストラピットに転落する悲劇に見舞われ、その後発症した肺血栓塞栓症により1988年にドイツのミュンヘンで死去し、パリのペール・ラシェーズ墓地に葬られた。
ポネルの息子は、指揮者のピエール＝ドミニク・ポネル、甥はフランスのギタリスト、音楽プロデューサーであるジャン＝ピエール・ダネルである。

## 映像作品
- ヒンデミット：『カルディヤック』 - ヴォルフガング・サヴァリッシュ指揮バイエルン国立歌劇場管弦楽団・合唱団、出演: ドナルド・マッキンタイア、マリア・デ・フランチェスカ＝カヴァッツァ、ロベルト・シュンク、ハンス・ネッカー (DVD)
- マスネ：『マノン』 - アダム・フィッシャー指揮ウィーン国立歌劇場管弦楽団・合唱団、出演: エディタ・グルベローヴァ、フランシスコ・アライサ、ピエール・タウ、ハンス・ヘルム(DVD)
- モンテヴェルディ：『オルフェオ』(IMSLP) - ニコラウス・アーノンクール指揮チューリッヒ歌劇場モンテヴェルディ・アンサンブル、出演：フィリップ・フッテンロッハー、ディートリンデ・トゥルバン、トルデリーゼ・シュミット（ドイツ語版）、フランシスコ・アライサ、クリスティアン・ベッシュ（英語版） (DVD)
- モンテヴェルディ：『ウリッセの帰還』(IMSLP) - ニコラウス・アーノンクール指揮チューリッヒ歌劇場モンテヴェルディ・アンサンブル、出演:ヴェルナー・ホルヴェーク、トルデリーゼ・シュミット、フランシスコ・アライサ、ジャネット・ペリー（英語版） (DVD)
- モンテヴェルディ：『ポッペーアの戴冠』 - ニコラウス・アーノンクール指揮チューリッヒ歌劇場モンテヴェルディ・アンサンブル、出演：ラシェル・ヤカール、ヴェルナー・ホルヴェーク、トルデリーゼ・シュミット、ポール・エスウッド（英語版） (DVD)
- モーツァルト：『ポントの王ミトリダーテ』 - ニコラウス・アーノンクール指揮ウィーン・コンツェントゥス・ムジクス、出演：イェスタ・ヴィンベルイ、イヴォンヌ・ケニー（英語版）、アン・マレー（オペラ歌手）（英語版）、アンネ・イェヴァン、ジョアン・ロジャース、ペーター・ストラーカ (DVD)
- モーツァルト：『イドメネオ』- ジェームズ・レヴァイン指揮メトロポリタン歌劇場管弦楽団・合唱団、出演：ルチアーノ・パヴァロッティ、イレアナ・コトルバシュ、ヒルデガルト・ベーレンス、フレデリカ・フォン・シュターデ、ジョン・アレクサンダー (テノール) (DVD)
- モーツァルト：『フィガロの結婚』 - カール・ベーム指揮ウィーン・フィルハーモニー管弦楽団、出演：ヘルマン・プライ、ミレッラ・フレーニ、ディートリヒ・フィッシャー＝ディースカウ、キリ・テ・カナワ、マリア・ユーイング (DVD)
- モーツァルト：『コジ・ファン・トゥッテ』 - ニコラウス・アーノンクール指揮ウィーン・フィルハーモニー管弦楽団、出演：エディタ・グルベローヴァ、デローレス・ジーグラー、テレサ・ストラータス、ルイス・リマ（英語版）、フェルッチョ・フルラネット、パオロ・モンタルソロ   (DVD)
- モーツァルト：『魔笛』 - ジェームズ・レヴァイン指揮ウィーン国立歌劇場管弦楽団・合唱団、出演：イレアナ・コトルバシュ、エディタ・グルベローヴァ、ペーター・シュライアー、ヴァルター・ベリー、マルッティ・タルヴェラ (DVD)
- モーツァルト：『皇帝ティートの慈悲』 - ジェームズ・レヴァイン指揮ウィーン・フィルハーモニー管弦楽団、タティアナ・トロヤノス、キャロル・ネブレット、キャサリン・マルフィターノ（英語版）、エリック・タピー、アン・ハウエルズ、クルト・リドル（英語版） (DVD)
- プッチーニ：『蝶々夫人』 - ヘルベルト・フォン・カラヤン指揮ウィーン・フィルハーモニー管弦楽団、出演：ミレッラ・フレーニ、プラシド・ドミンゴ、クリスタ・ルートヴィヒ、ロバート・カーンズ、ミシェル・セネシャル (DVD)
- ロッシーニ：『アルジェのイタリア女』 - ジェームズ・レヴァイン指揮メトロポリタン歌劇場管弦楽団・合唱団、出演：マリリン・ホーン、パオロ・モンタルソロ、ダグラス・アルステッド、アラン・モンク (DVD)
- ロッシーニ：『セビリアの理髪師』 - クラウディオ・アバド指揮ミラノ・スカラ座フィルハーモニー管弦楽団・合唱団、出演：テレサ・ベルガンサ、ルイジ・アルヴァ、ヘルマン・プライ、エンツォ・ダーラ（英語版）、パオロ・モンタルソロ (DVD)
- ロッシーニ：『チェネレントラ』 - クラウディオ・アバド指揮ミラノ・スカラ座フィルハーモニー管弦楽団・合唱団、出演：フレデリカ・フォン・シュターデ、マルガリータ・グリエルミ、ラウラ・ザンニーニ、フランシスコ・アライサ、クラウディオ・デズデーリ、パオロ・モンタルソロ (DVD)
- ヴェルディ：『リゴレット』 - リッカルド・シャイー指揮ウィーン・フィルハーモニー管弦楽団・ウィーン国立歌劇場合唱団、出演：ルチアーノ・パヴァロッティ、イングヴァール・ヴィクセル（英語版）、エディタ・グルベローヴァ、フェルッチョ・フルラネット (DVD)
- ワーグナー：『トリスタンとイゾルデ』 - ダニエル・バレンボイム指揮バイロイト祝祭管弦楽団、出演：ルネ・コロ、ヨハンナ・マイアー（英語版）、マッティ・サルミネン（英語版）、ヘルマン・ベヒト、ハンナ・シュヴァルツ (DVD)